# Fernando Godoy
Fernando Gabriel Godoy (Buenos Aires, 1º maggio 1990) è un calciatore argentino, centrocampista del Carlos A. Mannucci.

## Caratteristiche tecniche
Interno di centrocampo, può arretrare a mediano.

## Carriera
Ha giocato complessivamente 6 partite in Coppa Libertadores e 12 partite in Coppa Sudamericana (competizione che nel 2010 con l'Independiente ha anche vinto).

## Palmarès

### Club

#### Competizioni internazionali
- Coppa Sudamericana: 1

Independiente: 2010